# Kolding Stadion
Kolding Stadion (Autocentralen Park) er et fodboldstadion i Kolding, hvor Kolding IF har deres hjemmebane. 

## Historie
Stadionområdet blev overtaget af Kolding IF i 1913 og i 1927 besluttede Kolding byråd at bygge et nyt stadion sammesteds på grund af dårlige baneforhold. Stadionet blev indviet i 1931.
I 2020/21 blev der installeret en hybridbane og varme under banensamt et nyt lysanlæg, som er første skridt mod et mere moderne og tidssvarende stadion.
Tilskuerrekorden på Kolding Stadion er på 9.364 til en fodboldkamp i 1981 mellem Kolding IF og B1909.